# Friedrich Gotthilf Freitag
Friedrich Gotthilf Freitag (auch Freytag; * 2. November 1686 in Burkersdorf; † 9. Juli 1761 in Schulpforte) war ein deutscher Klassischer Philologe und Gymnasiallehrer.

## Leben
Freitag war Sohn des Pfarrers Georg Gotthilf Freitag. Er wuchs in Burkersdorf und ab 1692 in Fördergersdorf auf. Ab 1700 absolvierte er die Landesschule Sankt Afra in Meißen. 1706 wurde er an der Universität Leipzig immatrikuliert. Dort erhielt er 1708 den Magistergrad. Anschließend war er als Hofmeister tätig und kam als solcher an die Universität Wittenberg sowie an die Brandenburgische Universität Frankfurt. Er wurde 1714 Adjunkt der Philosophischen Fakultät und Mitglied der Montägigen Predigergesellschaft in Leipzig. 
Freitag erlangte durch seine Veröffentlichungen, unter anderem in der Zeitschrift Acta Eruditorum Bekanntheit und folgte 1722 einem Ruf als Lehrer an die Landesschule Pforta. Dort stieg er 1731 zum Rektor der Schule auf. Er war zudem Mitglied der Kurfürstlich-Sächsischen Gesellschaft christlicher Liebe und Wissenschaften und Ehrenmitglied der Lateinischen Gesellschaft zu Jena.

## Werke (Auswahl)
- De Incantationibus Magicis, Vulgo Von Beschwehren und Beschreyen, Brandenburg, Leipzig 1710.
- Narrationem Maximi Planudae de insigni Aesopi Deformitate Suffragio Superiorum In Academia Lipsiensi examinabit et Pro, Schede, Leipzig 1717.
- De Frigido In Oratione, Titus, Leipzig 1719.
- Pylas Haidu Sive Portas Inferorvm E Vetervm Poetarvm Monimentis Advmbrat Et Lectiones Extraordinaria, Bossoegel, Nürnberg 1725.
- De Georgio Misniae marchione et Thvringiae landgravio in templo Portensi sepvlto, Bossoegel, Nürnberg 1726.
- Übersetzung: Antoine-François Prévost: Geschichte der Manon Lescaut und des Ritters Des Grieux. Aus dem Französischen übersetzt und mit einem Vorwort versehen von Friedrich Gotthilf Freytag. Leipzig 1756.[1]